# Pirmin Blaak
Pirmin Blaak né le 8 mars 1988 à Rotterdam est un joueur néerlandais de hockey sur gazon. Il évolue au poste de gardien de but au HC Oranje-Rood et avec l'équipe nationale néerlandaise.

## Carrière

### Coupe du monde
- : 2014, 2018

### Championnat d'Europe
- : 2015, 2017, 2021
- : 2011
- : 2013, 2019[2]

### Jeux olympiques
- Top 8 : 2020